# Neosetophoma
Neosetophoma is een geslacht van schimmels behorend tot de familie Phaeosphaeriaceae. De typesoort is Neosetophoma samarorum.

## Soorten
Volgens Index Fungorum telt het geslacht 23 soorten (peildatum april 2023):
| Soortnaam                  | Auteur(s)                                               | Publicatiejaar |
| -------------------------- | ------------------------------------------------------- | -------------- |
| Neosetophoma aseptata      | Crous, R.K. Schumach. & Y. Marín                        | 2019           |
| Neosetophoma buxi          | Spetik, Eichmeier, Pecenka, Gramaje & Berraf-Tebbal     | 2021           |
| Neosetophoma camporesii    | Q. Tian & K.D. Hyde                                     | 2020           |
| Neosetophoma cerealis      | (E. Müll.) Crous                                        | 2020           |
| Neosetophoma clematidis    | Wijayaw., Camporesi & K.D. Hyde                         | 2015           |
| Neosetophoma garethjonesii | Tibpromma, E.B.G. Jones & K.D. Hyde                     | 2017           |
| Neosetophoma guiyangensis  | J.F. Zhang, J.K. Liu, K.D. Hyde & Z.Y. Liu              | 2018           |
| Neosetophoma hnaniceana    | Spetik, Eichmeier & Berraf-Tebbal                       | 2020           |
| Neosetophoma iranianum     | Papizadeh, Amoozegar, Wijayaw., Shahz. Faz. & K.D. Hyde | 2017           |
| Neosetophoma italica       | W.J. Li, Camporesi & K.D. Hyde                          | 2015           |
| Neosetophoma lonicerae     | Phookamsak, Wanas. & K.D. Hyde                          | 2019           |
| Neosetophoma lunariae      | Crous & R.K. Schumach.                                  | 2016           |
| Neosetophoma miscanthi     | Karun., C.H. Kuo & K.D. Hyde                            | 2019           |
| Neosetophoma phragmitis    | Crous, R.K. Schumach. & Y. Marín                        | 2019           |
| Neosetophoma poaceicola    | Goonas., Thambug. & K.D. Hyde                           | 2017           |
| Neosetophoma rosae         | Jayasiri, Camporesi, Gafforov & K.D. Hyde               | 2018           |
| Neosetophoma rosarum       | R.H. Perera, Wanas., Camporesi & K.D. Hyde              | 2018           |
| Neosetophoma rosigena      | Wanas., E.B.G. Jones & K.D. Hyde                        | 2018           |
| Neosetophoma salicis       | Norph., Gafforov, T.C. Wen & K.D. Hyde                  | 2019           |
| Neosetophoma samarorum     | (Desm.) Gruyter, Aveskamp & Verkley                     | 2010           |
| Neosetophoma sambuci       | Crous, R.K. Schumach. & Y. Marín                        | 2019           |
| Neosetophoma shoemakeri    | Senwanna, Wanas., Bulgakov, E.B.G. Jones & K.D. Hyde    | 2018           |
| Neosetophoma xingrensis    | J.F. Zhang, J.K. Liu, K.D. Hyde & Z.Y. Liu              | 2018           |